# تزوير المستندات
نتيجة
التزوير والتزييف كلمتان متقاربتان ومتداولتان دائما معاً وكلاهما يطلق على العبث الذي يحدث للمستند أو الوثيقة كالأوراق النقدية أو ورقة رسمية أو وثيقة حكومية وغيرها، ويمكن التمييز بينهما بأن معنى التزوير هو العبث والتحريف بالوثيقة أو مستند بالحذف أو الإضافة أما معنى التزييف فهو إحداث وثيقة أو مستند جديد واصطناعها بشكل يحاكي وثيقة أو مستند صحيحاً.

## مكونات المستندات والوثائق
تتكون أي ووثيقة أو مستند من ثلاث مكونات رئيسية وكل مكون له وظيفة محددة وهي:

### أدوات الكتابة
والتي تتمثل بالأحبار والطباعة وأنواعها المستخدمة في كتابة الوثيقة أو المستند فالأحبار تختلف فيما بينها فيمكن أن تتوحد مادة الكتابة بقلم الرصاص لتقارب النتيجة وتتميز أداة الكتابة بأقلام الحبر لاختلافها بين أقلام الحبر الجافة والسائلة وكل منها له خصائصه التي تميزه.

### مادة المستند
والتي تتكون من عدة مواد مختلفة مثل الورق أو القطن أو البلاستيك، ويبقى الورق أشهرها استخداماً.

### المادة الكتابية
وهي إحدى وسائل التعبير عند البشر وإثبات التعاملات الاجتماعية وتكون بنوعين
- الكتابة اليدوية: وهي التي تخطها اليد البشرية بحركة يدوية.
- الكتابة الآلية: والتي تنتج من استخدام الآلة سواء كانت الآلة الكاتبة أو الطابعة أو القوالب أو الاختام.

## اساليب تزوير المستندات

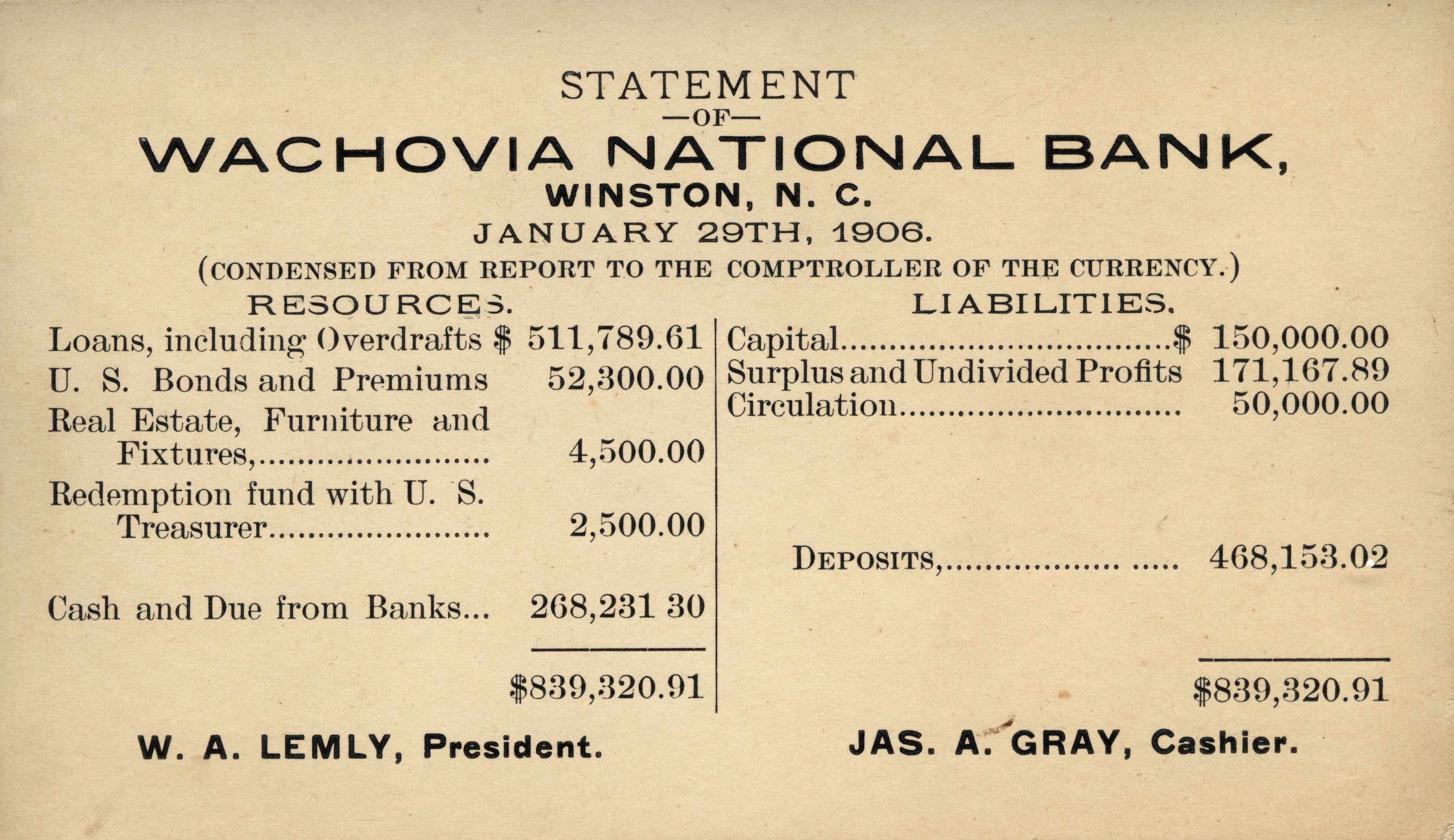
وثيقة بنكية.

1. التزوير بالنقل : أما بطريقة مباشره بدون استخدام وسيط أو بطريقة غير مباشره بالشف والنقل باستخدام الكربون أو تتبع الضغط.
2. التزوير بالمحو الالي: ازالة كل أو جزء من كتابة المسند بآله حاده أو مطاطية لمحاولة إخفاء آثارها وهو ما يترتب عليه تغيير في المعنى أو بيانات المستند.
3. التزوير بالمحو الكيميائي: وهو استخدام مواد كيميائية لازالة احبار الكتابة أو الطباعة أو مسح هذا المستند.
4. التزوير بالإضافة : وهو ادخال كتابه جديده على كتابه اصليه في مستند بعد تحريره والتوقيع عليها.
5. التزوير بالطمس : اخفاء الكتابة سواء أثر أو حرف أو كلمة أو رقم بالشطب أو الطمس أو كتابه أخرى فوقها.

## وسائل كشف التزييف والتزوير
قد يكون التزوير بأنشاء محرر من أوله إلى نهايته للاحتجاج به على صاحبه الحقيقي ويطلق عليه تزوير كلي، أو تزوير جزء يرمي إلى أحداث تغييرات في محرر صحيح صادر عن صاحبه الحقيقي، ويندرج تحته عدت أنواع:

### كشف التزوير بالإضافة
يتم الكشف عن التزوير بالإضافة في المستند عن طريق الفحص الظاهري حيث تظهر الكتابة مشوهه ومعيبه من حيث الخواص الكتابية الأصلية لليد الكاتبة أو بطريقة تقنيه الأشعة فوق البنفسجية حيث تتميز الاحبار المضافة عن الاحبار الأصلية للمستند تبعا لتركيبها الكيميائي وخصائصها الفيزيائية.

### كشف التزوير بإضافة صفحه أو أكثر إلى المستندات
من حيث فحص مواقع ثقوب حامل الأوراق وفحص مسافه الهامش في كل صفحه هل هي متساوية ومتفقه أو لا وفحص المسافة بين الكلمات هل هي متساوية في كل الصفحات لكون لكل كاتب اسلوب كتابه مميز.

### المستندات المكتوبة بالآلة الكاتبة
```
وذلك بعدم انتظام سطور المستند أفقياً وعمودياً وخروج بعض الحروف عن موقعها المعتاد يمينا ويسارا واضطراب في المسافات بين الكلمات.
```

### كشف المحو الآلي
ينتج عن عمليات المحو الآلي خلل في سمك الورقة ومن ثم ازدياد شفافيتها في مواضيع نتيجة إزالة طبقه الصقل ومع إمكانية وجود بقايا الممحاة المطاطية إذا استخدمت ويمكن كشف ذلك باستخدام الضوء النافذ أو الضوء المائل.

### كشف المحو الكيميائي
يمكن التعرف على الآثار المخلفة عن المحو الكيميائي عند فحص سطح الورقة بالطرق الفيزيائية مثل الأشعة فوق البنفسجية أو الأشعة تحت الحمراء أو الطرق الكيميائية التي تؤدي إلى عكس التفاعل الكيميائي وإظهار الحبر الاصلي.

### مضاهاة الخطوط اليدوية
وهي ليست عمليه اجتهادية التي يظنها بعضهم بل هي عمليه تقوم على أسس علمية والهدف من مضاهاة الخطوط معرفه من حرر عنه من الكاتبين وتقوم على حقيقه علميه أن لكل شخص ميزات وخواص خطيه لا يمكن أن تجتمع بجميع خصائصها العامة وعناصرها الخاصة في خط شخص آخر مهما كانت العلاقة بينهما.

## عناصر حماية المستندات
تسعى الدول إلى توفير وسائل الضمان والحماية لوثائقها ومستنداتها ذات القيمة المادية أو المعنوية من التزييف والتزوير ومن هذه الوسائل التي يجب توافرها في الوثيقة:
1. نوع الورق:  استخدام الاوراق التي تحمل مواصفات ضد الماء والمحو الآلى أو الكيميائي وتعتمد هذه الحماية الأمنية على حساسية الورق المستخدم وتفاعله عند ملامسة أي من المواد الكيميائية.
2. العلامة المائية : وهي عباره عن حدث بصري فيزيائي عالي التقنية أو كتابات توضع داخل الأوراق بما يناسب الجهة المستخدمة للأوراق ولا ترى العلامة المائية إلا بتعريض الورقة للضوء النافذ.[2]
3. سلك الضمان: وهو عباره عن خط مصنوع من المعدن أو البلاستيك يوضع بشكل عمودي ومندمج في الورقة ومنها ما يظهر بشكل متقطع في الورقة وقد يحمل حروف وكلمات.
4. الشعيرات الحريرية: قطع صغيره لا يتجاوز طولها بضعه مليميترات من الخيوط المصنوعة من الحرير والملونة بألوان متعددة وغير ذلك وترا العين الفاحصة المدققة منتشرة على سطحي الورقة أو محصورة في جزء معين منها.
5. الطباعة الدقيقة :  وهي طباعة دقيقة جدا ترى بواسطه عدسات مكبرة ولا ترى بالعين المجردة وتعد من أفضل أنواع الحماية ضد التزييف.
6. الحماية ضد التصوير والاستنساخ الضوئي : وتعمل هذه الوسيلة الأمنية على توفير الحماية الكاملة للمستند ضد عمليات التصوير الضوئي الملون والاستنساخ بواسطة الماسح الضوئي وذلك بظهور كلمة على سطح الورق المستنسخة ومن ثم حماية هذا المستند من أن يكون عرضة للتزوير.
7. الأشعة فوق البنفسجية : وهي طباعة اسم المؤسسة أو شعارها على المستندات الخاصة بأحبار سرية لا يمكن رؤيتها بالعين المجردة ويمكن الكشف عنها فقط بواسطه الأشعة فوق البنفسجية وتعد من أهم الوسائل الأمنية لتأمين حماية المستندات.
8. حمايه ملصق الهولوقرامي : وهو المستخدم في الاوراق النقدية ويعد من أهم الوسائل التي يمكن استخدامها لحماية الاوراق المستندات.

## مكافحه التزييف والتزوير
يندرج تحتها عدة إجراءات يمكن أن تلخصها بما يلي:
إجراءات فنية: هي وسائل ضمان وحماية يجب توفرها في الوثائق والمستندات وتحدد اهمية المسند ونوع تلك الوسائل وعددها.
اجراءات قانونية: تعد جريمة التزييف والتزوير من الجرائم التي تشكل خطرا المجتمع والدول.
إجراءات شرطية: وهي تحتاجها الجهات الأمنية لمتابعه عمليات التسجيل في التزوير وضبطها وتعد من الواجبات والمهمات الأولى الملقاة على عاتق رجال الأمن لمنع وقوع الجريمة وفي حال وقوعها عليهم ملاحقة مرتكبيها والقبض عليهم وتقديمهم للقضاء لتحقيق مجرى العدالة وفي أغلب دول العالم يتولى قسم خاص في جهاز الشرطة على مكافحة هذه الجرائم.

## انظر ايضاً
- مزيف
- فن التزوير